# الجمهورية (لاتفيا)
الجمهورية هو حزب سياسي وسطي في لاتفيا. تم تشكيله في عام 2021. ويمثل الحزب في مجلس النواب الثالث عشر بأربعة نواب تم انتخابهم من قوائم الحزب الاشتراكي الديمقراطي «هارموني» في الانتخابات البرلمانية لعام 2018.